# Iouri Vlassov
Pour les articles homonymes, voir Vlassov.
Iouri Petrovitch Vlassov (en russe : Юрий Петрович Власов), né le 5 décembre 1935 à Makiivka et mort le 13 février 2021, est un haltérophile soviétique devenu écrivain et homme politique.

## Biographie
Il participe aux Jeux olympiques d'été de 1960 et de 1964. Il est porte-drapeau aux deux olympiades.
Il reçoit l'ordre de Lénine en 1960.
Après sa retraite sportive, il se lance en politique et devient un membre du Congrès des députés du peuple d'Union soviétique (1989), puis de la Douma (1993) avant d'échouer lors de l'élection présidentielle russe de 1996.
L'acteur, culturiste et homme politique Arnold Schwarzenegger le cite comme sa principale source d'inspiration à l'adolescence : il aurait ainsi conservé une photo de Vlassov au-dessus de son lit plusieurs années, bravant les foudres de son père qui avait combattu les Soviétiques lors de la Seconde Guerre mondiale. 